# Papp Kristóf (jégkorongozó)
Papp Kristóf (Budapest, 2001. június 27. –) válogatott jégkorongozó.

## Pályafutása

### Klubcsapatban
Papp Kristóf kilencéves kora óta jégkorongozott az Egyesült Államokban. A 2018–2019-es szezontól játszott a legfelsőbb amerikai junior ligában, az USHL-ben. A 2020–2021-es idénytől az egyetemi bajnokságban szereplő Michigan State University játékosa volt. Legerősebb szezonjában 2023-ban 38 mérkőzésen 26 pontot szerzett. 2024 nyarán részt vehetett a St. Louis Blues kötelékébe tartozó fiatal játékosok számára tartott edzőtáborban. Az Amerikában felnőtt szintem harmadik vonalnak számító ECHL-ben 2025-ben kapott először lehetőséget az Iowa Heartlandersnél.

### A válogatottban
Papp a felnőttválogatottban a 2020-as év elején rendezett olimpiai selejtező tornán mutatkozott be. Első gólját a Románia elleni mérkőzésen szerezte a Nottinghamben rendezett tornán. Világversenyen először a 2022-es szlovéniai divízió I-es világbajnokságon szerepelt, amelyen a válogatott második helyen végzett és feljutott az A csoportba. A 2023-as világbajnokságon két gólpasszt szerzett, a csapat pedig kiesőhelyen végzett. A 2024-es divízió I-es világbajnokságon a feljutásról döntő Szlovénia elleni utolsó mérkőzésen három perccel a vége előtt Papp Kristóf szerezte a győztes találatot. Ezzel a magyar válogatott megnyerte a csoportot és 2025-ben újra az A csoportban szerepelhet.